# Comboios de Portugal

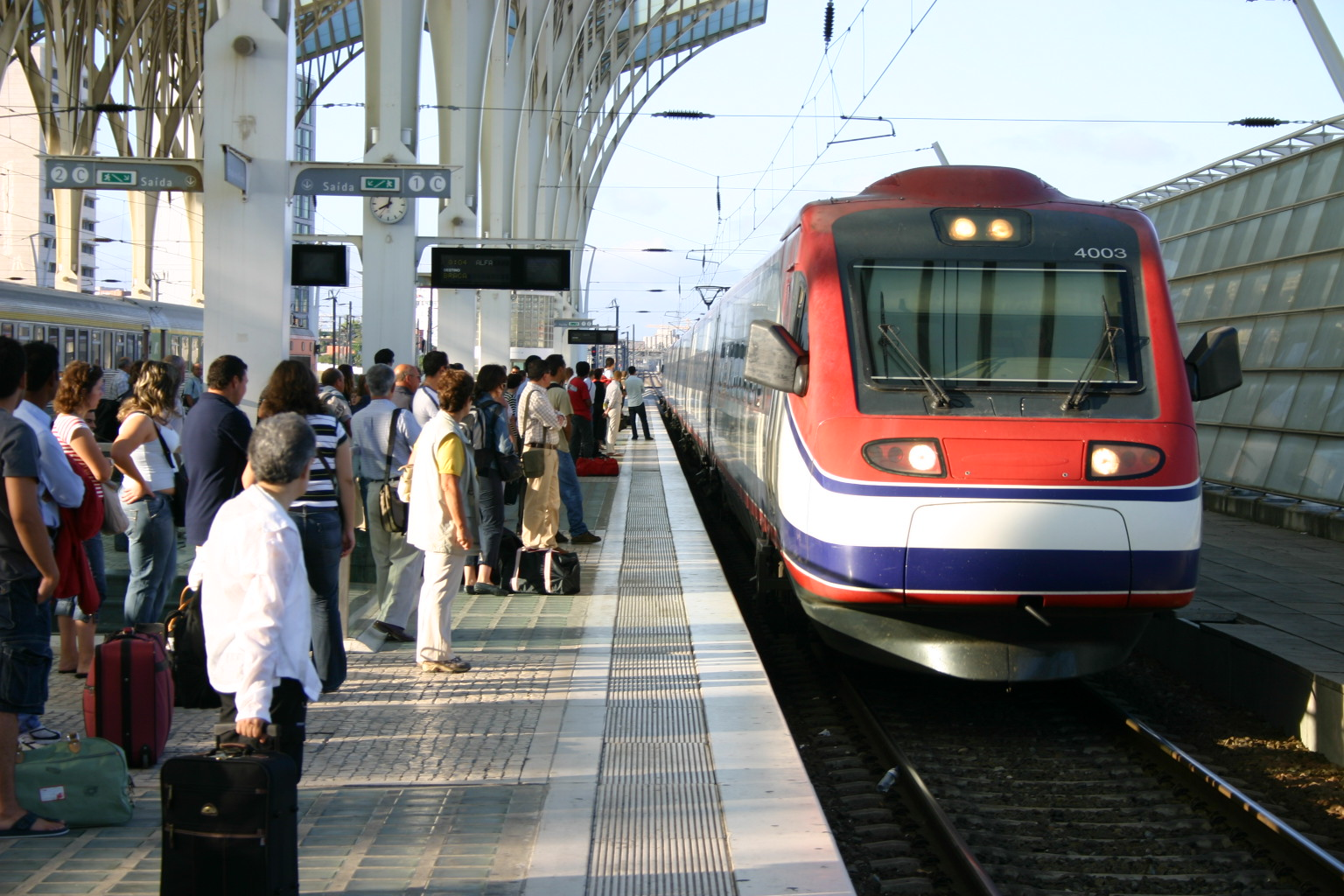
Pociąg Alfa Pendular

Comboios de Portugal (oficjalny skrót CP) – podmiot, będący państwowym przewoźnikiem kolejowym w Portugalii, założony 11 maja 1860. Jego poprzednia nazwa Caminhos de Ferro Portugueses została zmieniona w 2004.
Sieć kolejowa w Portugalii jest stosunkowo dobrze utrzymana, a pociągi docierają do wszystkich najważniejszych miast. Pociągi CP dzielą się na: osobowe (Regional), Intercity (Intercidades) oraz Alfa Pendular.
Pociągi osobowe obsługiwane są przez różne zespoły trakcyjne – od starych i niewygodnych, po nowoczesne, klimatyzowane. W niektórych nowych pociągach nie ma toalet, np. na tych kursujących na trasie Porto – Guimarães. 
Pociągi Intercidades kursują z reguły pomiędzy największymi miastami, chociaż istnieją połączenia dojeżdżające raz dziennie np. do Guimaraes. Pociągi są zestawione ze zmodernizowanych, klimatyzowanych wagonów pierwszej i drugiej klasy. W pociągach znajdują się wagony barowe lub restauracyjne, albo automaty z napojami i artykułami spożywczymi. 
Pociągi Alfa Pendular wprowadzono w 1999, a kursują one wyłącznie na trasie Braga – Porto – Lizbona – Faro. Wszystkie pociągi stanowią pojazdy typu Pendolino i objęte są całkowitą rezerwacją miejsc. Maksymalnie osiągają do 220 km/h.
Osobną kategorię stanowią pociągi podmiejskie w Lizbonie (CP Urbanos de Lisboa) i Porto (CP Urbanos do Porto).